# Troféu HQ Mix de melhor publicação independente
Publicação independente foi uma das categorias do Troféu HQ Mix, premiação brasileira dedicada aos quadrinhos que é realizada pela Associação dos Cartunistas do Brasil (ACB) e pelo Instituto do Memorial das Artes Gráficas do Brasil (IMAG) desde 1989.

## História
Já em sua primeira edição, em 1989, o Troféu HQ Mix trouxe a categoria "Revista independente", destinada a premiar obras em quadrinhos que tenham sido publicadas por iniciativa direta do autor (ou autores), sem relação com uma editora formal (edição de autor). Não confundir com fanzine, que teve categoria própria entre 1990 e 2007.
Em 2004, a categoria passou a se chamar "Publicação independente". A partir de 2008, foi subdividida em quatro novas categorias: "Publicação independente de autor" (que durou até 2020, sendo substituída por "Publicação independente seriada" no ano seguinte), "Publicação independente de grupo", "Publicação independente especial" (que foi concedida até 2010, dando lugar no ano seguinte a "Publicação independente edição única") e "Publicação independente de bolso" (concedida apenas em 2008).

## Vencedores e indicados
Até 2003, a categoria se chamava Revista independente.
| Ano  | Obra                             | Autor(es)                                      | Outros indicados                                                                       | Notas         |
| ---- | -------------------------------- | ---------------------------------------------- | -------------------------------------------------------------------------------------- | ------------- |
| 1989 | Ventosa                          | Marcatti                                       |                                                                                        | [ 1 ]         |
| 1990 | Lôdo                             | Marcatti                                       |                                                                                        | [ 1 ]         |
| 1991 | Dundum Quadrinhos                | Adão Iturrusgarai e Gilmar Rodrigues, editores |                                                                                        | [ 1 ]         |
| 1992 | Dundum Quadrinhos                | Adão Iturrusgarai e Gilmar Rodrigues, editores |                                                                                        | [ 1 ]         |
| 1993 | RxDxPx Comix                     | Marcatti e João Gordo                          |                                                                                        | [ 1 ]         |
| 1994 | Revista do Ota                   | Ota                                            |                                                                                        | [ 1 ]         |
| 1995 | Panacea                          | José Mauro Kazi, editor                        |                                                                                        | [ 1 ]         |
| 1996 | Antologia da Manha               |                                                |                                                                                        | [ 1 ]         |
| 1997 | Gibizon Radicci                  | Iotti                                          |                                                                                        | [ 1 ]         |
| 1998 | Glória, Glória, Aleluia!         | Allan Sieber                                   |                                                                                        | [ 1 ]         |
| 1999 | Caliban                          | Wellington Srbek, editor                       |                                                                                        | [ 1 ]         |
| 2000 | Jane Mastodonte                  | Flávio Luís                                    |                                                                                        | [ 4 ]         |
| 2001 | Hipocampo                        | Amaral                                         |                                                                                        | [ 5 ]         |
| 2002 | Ragú                             | Lin e Mascaro, editores                        |                                                                                        | [ 6 ]         |
| 2003 | Top! Top!                        | Henrique Magalhães                             |                                                                                        | [ 7 ]         |
| 2004 | Desventuras de Fráuzio           | Marcatti                                       |                                                                                        | [ 8 ]         |
| 2005 | Mosh!                            | S. Lobo e Renato Lima, editores                |                                                                                        | [ 9 ]         |
| 2006 | Mosh!                            | S. Lobo e Renato Lima, editores                | - F. - Gorjeta - Monstros - O Contínuo - Tarja Preta - Voodoo!                         | [ 10 ] [ 11 ] |
| 2007 | 10 Pãezinhos - um dia, uma noite | Gabriel Bá e Fábio Moon                        | - Chapa Quente - Domínio Público - Encantarias - Jayne Mastodonte - Mosh! - Muiraquitã | [ 2 ] [ 12 ]  |